# (190504) Hermanottó
(190504) Hermanottó ist ein Asteroid des inneren Hauptgürtels, der am 22. April 2000 von dem ungarischen Amateurastronomen Krisztián Sárneczky und dem ungarischen Astronomen Gyula M. Szabó am Piszkéstető-Observatorium (IAU-Code 461) im nordungarischen Mátra-Gebirge im Auftrag der Universität der Wissenschaften Szeged entdeckt wurde.
Der Asteroid gehört zur Nysa-Gruppe, einer nach (44) Nysa benannten Gruppe von Asteroiden (auch Hertha-Familie genannt, nach (135) Hertha).
(190504) Hermanottó wurde am 12. Juli 2014 nach dem ungarischen Naturforscher und Ethnologen Ottó Herman (1835–1914) benannt.